# Сколевские Бескиды
Сколевские Бескиды — часть горного массива Восточных Бескид на территории Львовской области Украины, расположенная между реками Стрый, Опир, Мизунка и границей Львовской и Ивано-Франковской областей. Название массив получил от расположенного на его территории города Сколе. Наивысшая точка — гора Парашка (1268 м).

## Строение
Массив Сколевских Бескидов сложен преимущественно флишем. В рельефе преобладают параллельные асимметричные хребты с вершинами Парашка (1268 м), Видноха, Высокий Верх, Магий, Магура.

## Природа

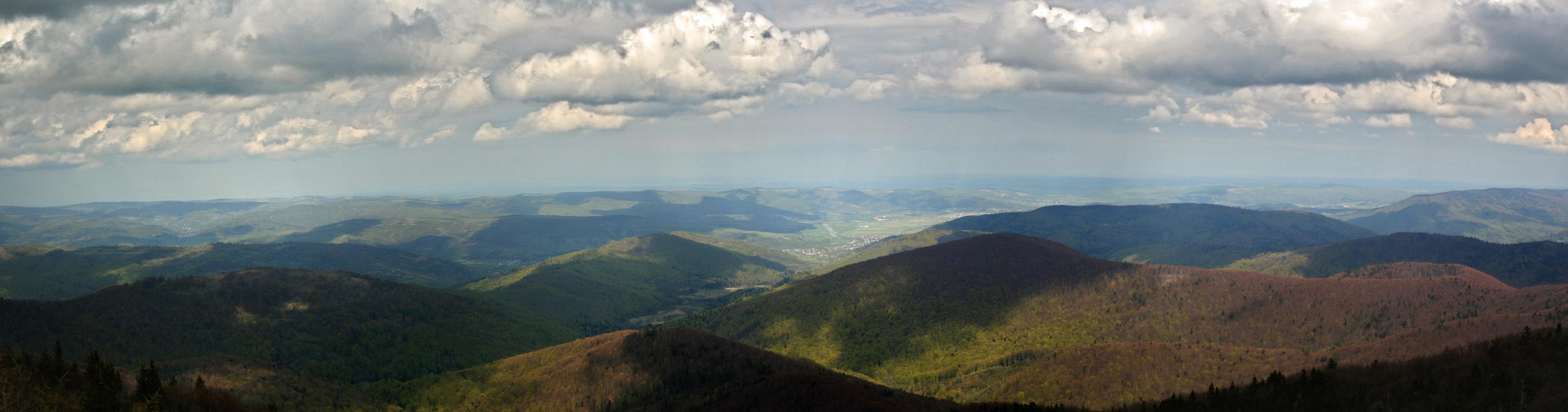
Сколевские Бескиды, вид с хребта Парашки

В лесном покрове доминируют елово-пихтовые леса, расширяются площади вторичных лугов, на верхнем ярусе гор сохранились фрагменты коренных субальпийских лугов.
Речные долины террасированы, долины большей частью распаханы.
На территории Сколевских Бескид в 1984 году создано заповедное урочище Сигла (при юго-западных склонах хребта Довжки), в 1999 году — Национальный природный парк Сколевские Бескиды.

Сколевские Бескиды являются районом пешеходного, водного и лыжного туризма.